# Баласт
Баласт је маса која се додаје у брод како би се створио одређени терет и равнотежа брода. Баласт се додаје баластним резервоарима брода по правилу како би се смањило статично и динамично оптерећење брода и када је пловак празан да смањи отпор који се јавља током пловидбе, те да смањи центар гравитације пловила да би повећао стабилност током времена пловидбе.
Баластни резервоари могу се налазити на дну брода (централни) или на бочним странама брода.